# Bolton
Bolton este oraș și un Burg Metropolitan în cadrul Comitatului Metropolitan Greater Manchester în regiunea North West England. Pe lângă orașul propriu zis Bolton, mai conține și orașele Kearsley, Farnworth, Horwich, Blackrod, Little Lever și Westhoughton precum și un mare număr de sate în partea de nord a districtului.

## Personalități născute aici
- Norman Davies (n. 1939), istoric.